# Elizabeth Strout
Elizabeth Strout, född 6 januari 1956 i Portland i Maine, är en amerikansk författare.
Strouts romaner behandlar människors levnadsvillkor i amerikansk småstadsmiljö. Hon har belönats med flera litterära priser.

## Biografi
Elizabeth Strout växte upp i småstäder i New Hampshire och Maine.Båda föräldrarna var universitetslärare, fadern, som var parasitolog hade ett eget laboratorium och modern undervisade i skrivande. I Maine bodde familjen vid en liten gata där flera äldre släktingar var bosatta. Familjen var religiös med tillhörighet i kongregationalistkyrkan. Föräldrahemmet saknade TV och nyhetstidningar förutom The New Yorker och det förekom inga fester, alkohol eller rökning. När Elizabeth Strout började college hade hon bara sett två biofilmer. Efter examen vid Bates College tillbringade hon ett år i England där hon arbetade på en pub. 1982 tog hon examen i både juridik vid Syracuse University College of Law och i gerontologi vid Syracuse School of Social Work. Samma år publicerades hennes första berättelse i magasinet New Letters.
Tillsammans med sin första make flyttade Elizabeth Strout till Brooklyn, New York. Hon undervisade i engelska vid Borough of Manhattan Community College och i kreativt skrivande vid Colgate University. Hemma med sin dotter  fortsatte hon att skriva berättelser som publicerades i litterära tidskrifter men även i Redbook och Seventeen. Hennes första roman Amy and Isabelle publicerad 1998 blev en succé, trycktes i flera upplagor och såldes i 70 000 exemplar.  Elizabeth Strout har belönats med flera priser för denna och senare romaner.
Med My Name is Lucy Barton (2016) och uppföljaren Anything is possible (2017) har Elizabeth Strout befäst sin position som bestsellerförfattare med småstädernas invånare och deras livshistorier som huvudtema.
Från 2010 är Elizabeth Strout med sin andra make åter bosatt i Brunswick, Maine, nära de gator där hon växte upp. Hon delar sitt liv mellan småstaden och New York.

## Författarskap
Amy and Isabelle, 1998 (svensk översättning, 2001) är författarens debutroman. Tonårsflickan Amy och hennes mor Isabelle lever i en liten industristad, Shirley Falls. Amy inleder en relation med sin matematiklärare och förhållandet avslöjas så småningom.
Romanen belönades med Los Angeles Times Book Prize 1999 och nominerades till Orangepriset och PEN/Faulkner Award, 2000. Den filmades också för TV.
Abide with me, 2006 utspelar sig i 1950-talets New England med en pastor och hans relationer till omvärlden som tema. Romanen fick ett positivt mottagande.
I Olive Kitteridge, 2008 (svensk översättning 2015) är titeln namnet på huvudpersonen som är en pensionerad lärare i en liten stad i Maine. Romanen är en samling berättelser om personer och livsöden kring hennes familj och omgivning.
Boken belönades Pulitzerpriset 2009 och Premio Bancarellapriset 2010. En HBO-filmserie 2014 baserad på boken har också belönats med Emmypriser 2015.
The Burgess Boys, 2013  handlar om två vuxna bröder som flyttat från småstaden Shirley Falls i Maine till New York. Deras syster har stannat kvar på hemorten och bildat familj. När hennes son får problem kontaktar hon sina bröder för hjälp och de återvänder till sin uppväxtmiljö.
My Name is Lucy Barton, 2016 (svensk översättning 2017) är en kort men intensiv roman där berättaren, en ung kvinna med författarambitioner, under en längre sjukhusvistelse får besök av sin mor. Barndomen tillbringades i småstadsmiljö i Illinois. Förhållanden under uppväxten i en dysfunktionell familj, i uttalad fattigdom, avslöjas.
My name is Lucy Barton har dramatiserats för scenen och uppförts på Bridge Theatre i London 2018.
I Anything is Possible, 2017 (svensk översättning 2018) återvänder berättaren Lucy Barton som uppskattad författare till den lilla barndomsstaden. Föräldrarna är döda men brodern bor kvar och många personer som på olika sätt haft relation till Lucy under uppväxtåren.
Elizabeth Strout har fått priser även för dessa två senare romaner.      
Olive, Again, 2019 (svensk översättning 2020) fortsätter berättelsen om den pensionerade läraren Olive Kitteridge och invånarna i den lilla staden Crosby i Maine. Olive åldras med åtföljande krämpor, gifter om sig, blir änka på nytt och flyttar slutligen till ett äldreboende. 
I Oh William 2021 (svensk översättning 2022) kontaktas Lucy Barton som nybliven änka av sin exmake William. Tillsammans gör de en resa för att utforska familjehemligheter i det förflutna. Romanen har nominerats till Bookerpriset 2022.

## Priser och utmärkelser
Hämtat från www.elizabethstrout.com.
- Art Seidenbaum Award for First Fiction (LA Times, 1999)
- Orange Prize Nominee for Fiction Shortlist (2000)
- PEN/Faulkner Award Finalist (2000)
- National Book Critics Circle Award Finalist (2008)
- Pulitzer Prize for Fiction (2009)
- Premio Bancarella Prize (2010)
- Hedersdoktor från Bates College (2010)
- O. Henry Prize för "Snowblind" (novell) ( 2015)
- Malaparte Prize (2016)
- Publishers Weekly: Best Books 2017: Fiction (2017)
- The Story Prize (2018)
- 2018 Library Lion, the New York Public Library (2018)
- Taobuk Award for Literary Excellence (2018)